# Jacques Philippe
Jacques Philippe   (Metz, 12 de març de 1947) és un sacerdot catòlic francès, pastor de la Comunitat de les Benaurances, expert en la conducció de recessos espirituals catòlics, autor de nombrosos títols famosos en el camp de l'espiritualitat.
Es va incorporar a la Comunitat de les Benaurances l'any 1976. L'any 1985 va ser ordenat sacerdot a la diòcesi d'Albi. Va completar estudis de matemàtiques, teologia i dret canònic.
Els seus llibres toquen els temes de la meditació cristiana, la disponibilitat cap als altres i la proximitat de l'Esperit Sant. Va fer una conferència a Girona parlant dels seus llibres el 2023.

## Publicacions
- Corrents d'aigua viva
- Busca la pau i segueix-la!
- Llibertat interior
- La pau interior[5] (edició catalana Albada, 2023)[6]
- Temps per a Déu[5]
- Donat a la vida[7]
- Vocation[8]
- Aprendre a pregar per estimar
- Si sabés el regal de Déu. Aprenent a rebre
- 8 maneres de trobar la felicitat on no t'ho esperes[9]